# Козин, Юрий Евгеньевич
Юрий Евгеньевич Козин (род. 20 сентября 1948, Москва) — советский тяжелоатлет и тренер, чемпион СССР (1971), чемпион мира (1971), семикратный рекордсмен мира в первом тяжёлом весе. Заслуженный мастер спорта СССР (1971). Заслуженный тренер РСФСР (1988). Спортивный судья всероссийской категории (2016). Награждён медалью «За трудовую доблесть» (1971).

## Биография
Родился 20 сентября 1948 года в Москве. В детстве увлекался классической (греко-римской) борьбой, тренировался у известного советского борца Семёна Марушкина. В 1965 году начал заниматься тяжёлой атлетикой под руководством Владимира Пушкарёва, который работал с ним на протяжении всей его спортивной карьеры. Спустя два года выполнил норматив мастера спорта, затем стал чемпионом страны среди молодёжи и рекордсменом мира среди юниоров (25 июня 1968 года в Москве поднял 178 и 180 кг в толчке). Ему пришлось перейти из полутяжёлой в первую тяжёлую весовую категорию.
В 1971 году на чемпионате СССР, проходившем в рамках V Спартакиады народов СССР, установил мировой рекорд в жиме и завоевал золотую медаль по сумме упражнений. После этого успеха был включён в состав сборной СССР на чемпионате мира в Лиме, где также завоевал золотые медали в жиме и по сумме троеборья. На Олимпиаде в Мюнхене был запасным.
В 1977 году завершил свою спортивную карьеру. С 1977 по 1983 год работал в аппарате московского совета ДСО «Динамо». В 1983—1991 годах занимался тренерской деятельностью. Среди его наиболее известных учеников чемпион СССР и чемпион Европы Валерий Юров.

## Спортивные результаты
| Год  | Соревнование                    | Место проведения | Весовая категория | Жим      | Рывок    | Толчок          | Сумма троеборья | Место |
| ---- | ------------------------------- | ---------------- | ----------------- | -------- | -------- | --------------- | --------------- | ----- |
| 1971 | Летняя Спартакиада народов СССР | Москва           | до 110 кг         | 197,5 кг | 157,5 кг | 212,5 кг        | 567,5 кг        | 1     |
| 1971 | Чемпионат мира                  | Лима             | до 110 кг         | 200 кг   | 150 кг   | 202,5 кг        | 552,5 кг        | 1     |
| 1972 | Чемпионат СССР                  | Таллин           | до 110 кг         | 208 кг   | ?        | ?               | ?               | —     |
| 1972 | «Гром рекордов»                 | Москва           | до 110 кг         | 210 кг   | 160 кг   | 220 кг          | 590 кг          | 1     |
| Год  | Соревнование                    | Место проведения | Весовая категория | Рывок    | Толчок   | Сумма двоеборья | Место           |       |
| 1973 | Чемпионат СССР                  | Донецк           | до 110 кг         | 162,5 кг | 207,5 кг | 370 кг          | 4               |       |
| 1975 | Летняя Спартакиада народов СССР | Вильнюс          | до 110 кг         | 160 кг   | 222,5 кг | 382,5 кг        | 5               |       |

## Рекорды Мира
| Троеборье | Троеборье       |      |        |        |                        |
| --------- | --------------- | ---- | ------ | ------ | ---------------------- |
| 590 кг    | 210 + 160 + 220 | 1972 | 14 мая | Москва | Турнир «Гром рекордов» |

| Толчок   |      |           |        |                              |
| -------- | ---- | --------- | ------ | ---------------------------- |
| 221 кг   | 1972 | 14 мая    | Москва | Турнир «Гром рекордов»       |
| Жим      |      |           |        |                              |
| 200,5 кг | 1970 | 1 ноября  | Москва | Молодежное первенство Москвы |
| 204 кг   | 1971 | 23 июля   | Москва | Спартакиада народов СССР     |
| 208 кг   | 1972 | 14 апреля | Таллин | Чемпионат СССР               |
| 210,5 кг | 1972 | 14 мая    | Москва | «Гром рекордов»              |
| 213,5 кг | 1972 | 14 июля   | Рига   | Кубок Балтики                |